# 10 Lowther Terrace

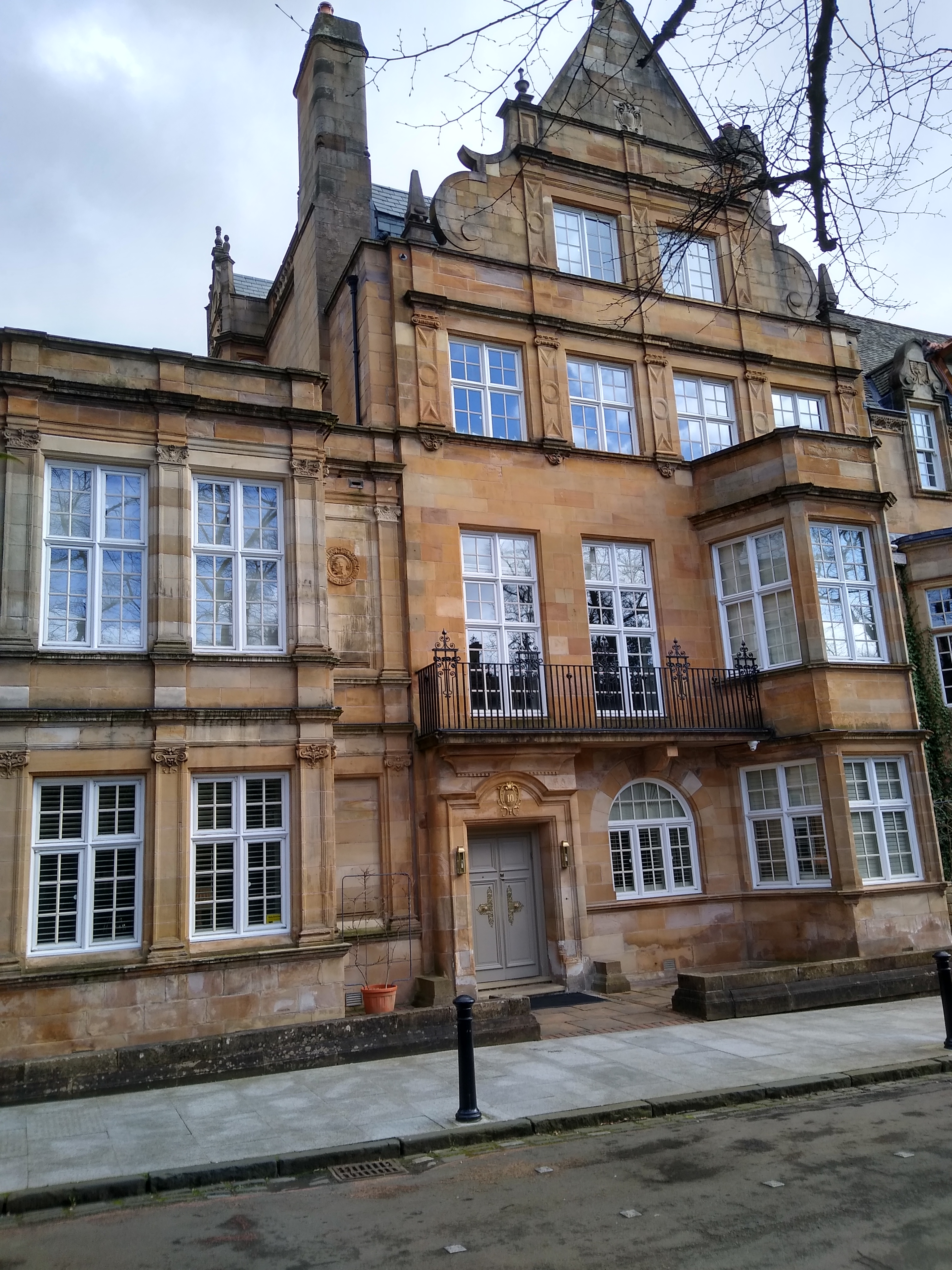
10 Lowther Terrace

Unter der Adresse 10 Lowther Terrace in der schottischen Stadt Glasgow befindet sich ein Wohngebäude. 1970 wurde das Bauwerk in die schottischen Denkmallisten zunächst in der Kategorie B aufgenommen. Die Hochstufung in die höchste Denkmalkategorie A erfolgte 1988. Des Weiteren ist das Gebäude Teil eines umfassenderen Denkmalensembles der Kategorie A.

## Beschreibung
Der Bau nach einem Entwurf des bedeutenden schottischen Architekten James Miller wurde um 1900 begonnen. 1904 wurde ein Wintergarten und 1909 ein Billardsalon hinzugefügt. Das Gebäude steht zurückversetzt von der Great Western Road (A82) westlich der Botanische Gärten Glasgows. Das von Sydney Mitchell entworfene Haus 9 Lowther Terrace grenzt direkt an.
Das dreistöckige Gebäude ist im Stile der Neorenaissance ausgestaltet. Insbesondere der Giebel zeigt Anlehnungen an die niederländische Renaissance. Die südwestexponierte Frontfassade ist vier Achsen weit. Links befindet sich das zweiflüglige Eingangsportal mit ornamentiertem Architrav. Rechts setzt sich ein weites Rundbogenfenster fort und dann eine wuchtig heraustretende zweistöckige Auslucht. Ihre Kanten sind mit schlichten Pilastern verziert. Im ersten Obergeschoss zieht sich ein Balkon mit filigranem gusseisernen Geländer bis zur Auslucht hin. Im zweiten Obergeschoss gliedern ionische Pilaster die Fassade. Sie durchstoßen das abschließende Zierband und laufen am Ziergiebel als Obeliske aus. Der rechts angebaute zweistöckige Salon ist zwei Achsen weit. Die sechs Achsen weite Westfassade ist analog der Hauptfassade detailliert. Mittig tritt eine sechs Achsen weite Auslucht heraus. Im zweiten Obergeschoss findet sich ein Jugendstilbalkon.